# Cabello eugeni
Pour les articles homonymes, voir Cabello.
Genre
Espèce
Cabello eugeni, unique représentant du genre Cabello, est une espèce d'araignées aranéomorphes de la famille des Theridiidae.

## Distribution
Cette espèce est endémique du Venezuela. Elle se rencontre à Puerto Cabello dans l'État de Carabobo et dans le District capitale de Caracas.

## Description

Cabello eugeni ♀ de dos

Le mâle holotype mesure 1,6 mm et la femelle paratype 2,0 mm.

## Étymologie
Cette espèce est nommée en l'honneur d'Eugène Simon.

## Publication originale
- Levi, 1964 : The spider genera Stemmops, Chrosiothes, and the new genus Cabello from America. Psyche, vol. 71, p. 73-92 (texte intégral).